# Liste der Biografien/Cono
Liste der Biografien |
Portal Biografien |
Personensuche
# |
A |
B |
C |
D |
E |
F |
G |
H |
I |
J |
K |
L |
M |
N |
O |
P |
Q |
R |
S |
T |
U |
V |
W |
X |
Y |
Z |
?
 
Ca |
Cb |
Cc |
Ce |
Ch |
Ci |
Cj |
Ck |
Cl |
Cm |
Cn |
Co |
Cr |
Cs |
Ct |
Cu |
Cv |
Cw |
Cy |
Cz
 
Coa–Cod |
Coe–Cok |
Col |
Com |
Con |
Coo–Coq |
Cor |
Cos |
Cot |
Cou |
Cov |
Cow |
Cox |
Coy |
Coz
 
Cona |
Conb |
Conc |
Cond |
Cone |
Conf |
Cong |
Conh |
Coni |
Conj |
Conk |
Conl |
Conn |
Cono |
Conq |
Conr |
Cons |
Cont |
Conu |
Conv |
Conw |
Cony |
Conz
Die Liste der Biografien führt alle Personen auf, die in der deutschsprachigen Wikipedia einen Artikel haben. Dieses ist eine Teilliste mit 16 Einträgen von Personen, deren Namen mit den Buchstaben „Cono“ beginnt.

## Cono
- Cono († 1366), Titularbischof von Megara und Weihbischof
- Cono von Waldburg († 1132), deutscher Adliger, Abt von Weingarten

### Conod
- Conod, François (1945–2017), Schweizer Autor, Schriftsteller, Übersetzer und Journalist

### Conol
- Conolly, Arthur (1807–1842), britischer Militär und Diplomat
- Conolly, John (1794–1866), britischer Arzt für Psychiatrie
- Conolly, William (1662–1729), irischer Politiker und Sprecher des Irish House of Commons

### Conom
- Conombo, Joseph (1917–2008), burkinischer Politiker

### Conon
- Conon de Béthune, Trobador, Ritter und Kreuzritter

### Conor
- Conord, Charlie (* 1990), französischer Bahnradsportler

### Conov
- Conover, David (1919–1983), US-amerikanischer Schriftsteller und Fotograf
- Conover, Henry Boardman (1892–1950), US-amerikanischer Ornithologe
- Conover, Lloyd (1923–2017), US-amerikanischer Chemiker
- Conover, Mark (1960–2022), US-amerikanischer Leichtathlet
- Conover, Simon B. (1840–1908), US-amerikanischer Politiker (Republikanische Partei)
- Conover, William Sheldrick (1928–2022), US-amerikanischer Politiker
- Conover, Willis (1920–1996), US-amerikanischer Jazzproduzent und Moderator